# Єйтсвілл (Джорджія)
Єйтсвілл (англ. Yatesville) — місто (англ. town) в США, у окрузі Апсон штату Джорджія. Населення — 394 особи (2020).

## Географія
Єйтсвілл розташований за координатами 32°54′48″ пн. ш. 84°8′34″ зх. д. / 32.91333° пн. ш. 84.14278° зх. д. (32.913416, -84.142713).  За даними Бюро перепису населення США в 2010 році місто мало площу 2,27 км², з яких 2,24 км² — суходіл та 0,03 км² — водойми.

## Демографія
Згідно з переписом 2010 року, у місті мешкало 357 осіб у 157 домогосподарствах у складі 112 родин. Густота населення становила 157 осіб/км².  Було 181 помешкання (80/км²).
Расовий склад населення:
| - 78,4 % — білих - 18,8 % — чорних або афроамериканців - 0,3 % — корінних американців - 0,3 % — азіатів |

До двох чи більше рас належало 2,2 %. Частка іспаномовних становила 0,3 % від усіх жителів.
За віковим діапазоном населення розподілялося таким чином: 18,5 % — особи молодші 18 років, 58,8 % — особи у віці 18—64 років, 22,7 % — особи у віці 65 років та старші. Медіана віку мешканця становила 49,2 року. На 100 осіб жіночої статі у місті припадало 77,6 чоловіків;  на 100 жінок у віці від 18 років та старших — 76,4 чоловіків також старших 18 років.
Середній дохід на одне домашнє господарство  становив 55 196 доларів США (медіана — 46 250), а середній дохід на одну сім'ю — 69 973 долари (медіана — 60 833). Медіана доходів становила 40 795 доларів для чоловіків та 30 795 доларів для жінок. За межею бідності перебувало 7,0 % осіб, у тому числі 9,4 % дітей у віці до 18 років та 8,4 % осіб у віці 65 років та старших.
Цивільне працевлаштоване населення становило 205 осіб. Основні галузі зайнятості: роздрібна торгівля — 25,9 %, освіта, охорона здоров'я та соціальна допомога — 23,4 %, виробництво — 15,1 %, транспорт — 8,8 %.